# Émile-François Chatrousse
Émile-François Chatrousse, né le 6 mars 1829 à Paris où il est mort le 14 décembre 1896, est un sculpteur français.

## Biographie
Chatrousse est d'abord l'élève du peintre Alexandre Abel de Pujol à l'École des beaux-arts de Paris et débute au Salon de 1848. Grâce au mécénat du comte de Nieuwerkerke, il sera, en 1851, le dernier élève de François Rude. Son plâtre du groupe de la reine Hortense et son fils Louis Napoléon est remarqué au Salon de 1853, et une fonte en bronze est commandée par Napoléon III pour l'Exposition universelle de 1855. Par la suite, il bénéficie de nombreuses commandes publiques pour le palais des Tuileries ou l'hôtel de ville de Paris. Après la chute de l'Empire, il travaille à des sujets patriotiques. Son style s'oriente alors vers plus de modernité et de réalisme.

## Œuvres dans les collections publiques
- Clermont-Ferrand, musée d'art Roger-Quilliot : Jeanne d'Arc et Vercingétorix, 1870, plâtre bruni.
- Grenoble, musée de Grenoble : La Petite vendangeuse, 1863 (inv. MG 532).
- Paris :
  - Musée Carnavalet : Manon Roland en plâtre,
  - boulevard Saint-Marcel : Monument à Jeanne d’Arc, ou Jeanne d'Arc, libératrice de la France, 1891, statue en bronze[2].
  - église Saint-Eustache de Paris : La Résignation.
  - jardin du Luxembourg : La Source et le Ruisseau, groupe en pierre calcaire.
  - musée des arts et métiers : L’Industrie, 1879.
  - Petit-Palais : Une Parisienne, 1876.
  - square Adolphe-Chérioux : L'Histoire inscrivant le centenaire, 1889.
- Rambervillers : Colonne mémorielle du Général Richard, inaugurée en 1900
- Vendôme, musée des beaux-arts : Héloïse et Abélard (La Séduction), 1859

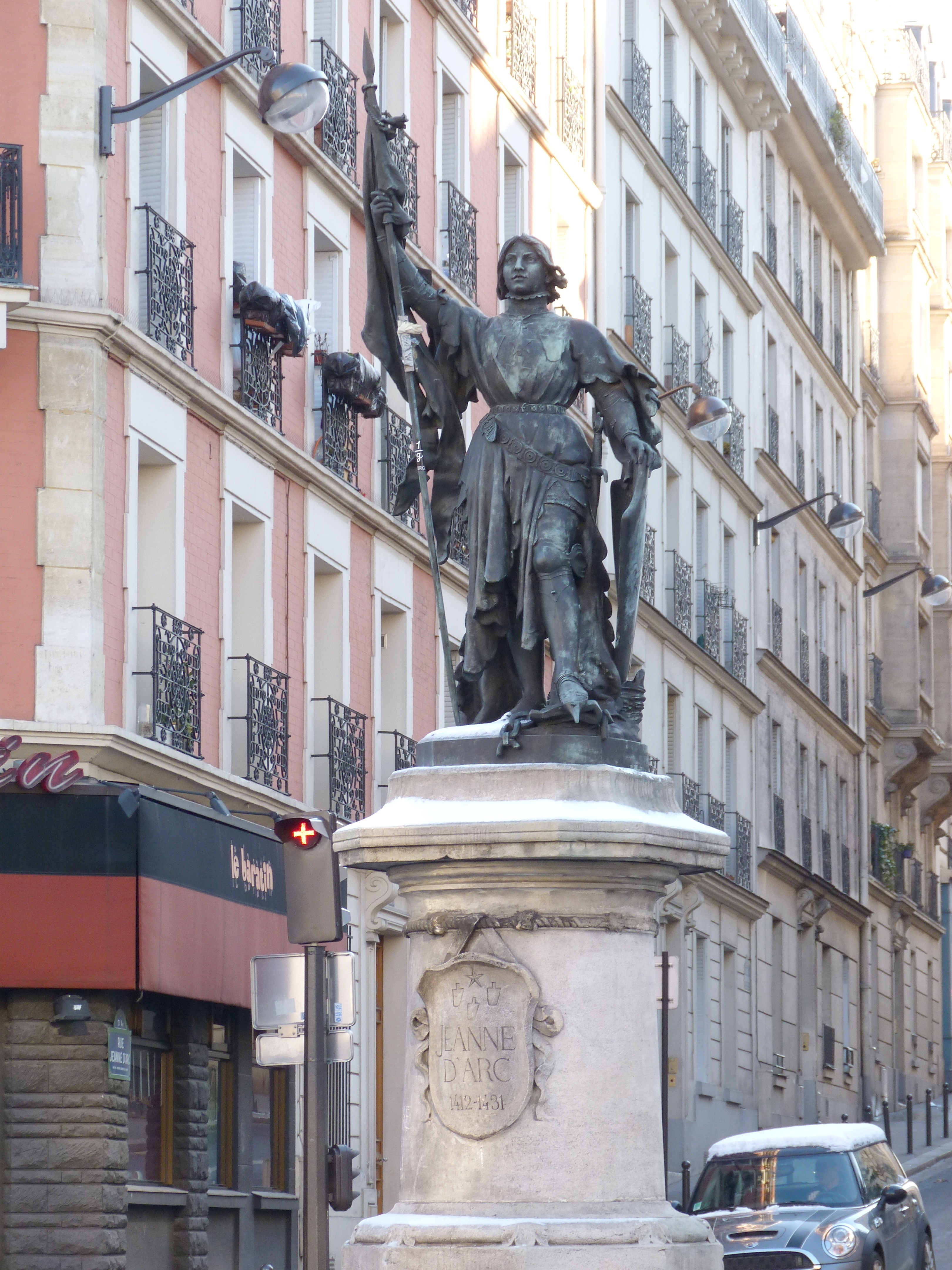
Jeanne d'Arc, libératrice de la France (1891), Paris, boulevard Saint-Marcel.
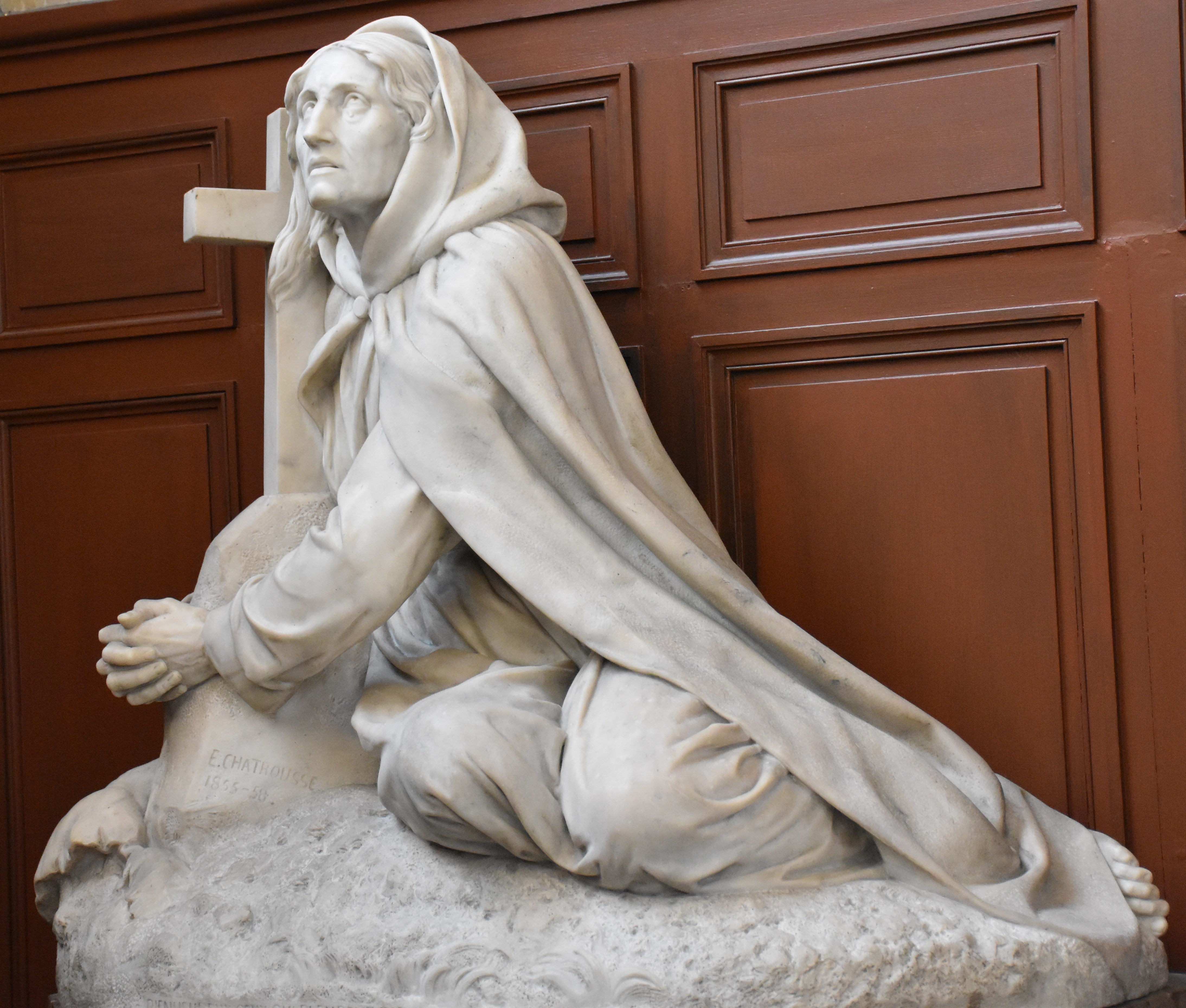
La Résignation (1858), église Saint-Eustache de Paris.

## Salons
- Salon des artistes français de 1895 : Pitié, après le combat, deux soldats blessés, français et allemand sur le champ de bataille, 1870, groupe. Un soldat français blessé donne à boire à un soldat allemand lui aussi blessé[3].